# Jan Znoj
Jan Znoj (12. března 1905 v Kyjově – 24. března 1950 v Praze) byl akademický sochař, keramik a pedagog.

## Život
Jan Znoj byl synem pekaře Jiljího Znoje a jeho manželky Žofie, rozené Zlámalové. Rod Znojů (dříve psáno i jako Znoyů) se dle regionálního historika Jakuba Vrbase usadil roku 1649 ve Ždánicích. Praděd Jana Znoje Bartoloměj Znoj (1785–1828) byl hrnčířský cechmistr. Děd Filip Znoj byl tkalcem ve Ždánicích. Jan měl dva bratry: Josefa (1897–1942) a Ladislava (narozen 1906 v Archlebově, zemřel 1984), který byl keramik. Dcera MUDr. Jitka Buttová-Znojová, vnuk ThDr. Tomáš Butta.
Jan Znoj se učil malířem v ateliéru svého bratrance Arnošta Poláška, kde byly malovány opony a divadelní dekorace. Stejně jako bratr Ladislav se vyučil keramickému řemeslu v Modre na Slovensku. Poté studoval v letech 1923–1924 na Státní odborné škole keramické v Bechyni, 1924–1927 na Uměleckoprůmyslové škole v Praze u Heleny Johnové, 1927–1928 na Kunstgewerbeschule ve Vídni u profesora Eugena Steinhofa. Během studií navštívil Itálii, Francii, Německo a Dánsko. Jako pedagog působil na Státní odborné škole v Teplicích (1928–1929) a Státní škole pro porcelánový průmysl v Karlových Varech (1930–1931), od roku 1932 působil jako profesor Státní odborné keramické školy v Praze.

## Dílo

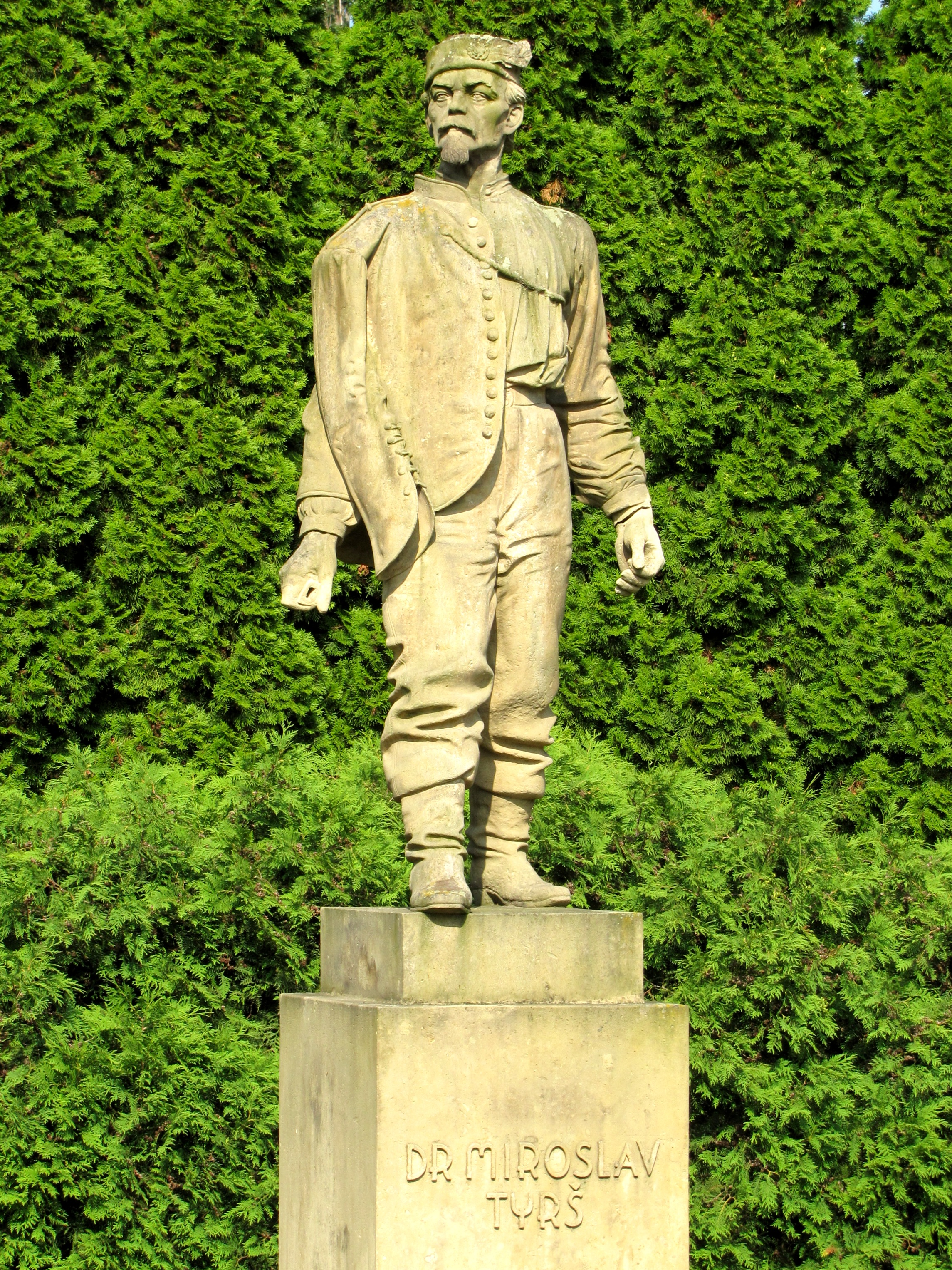
Socha Miroslava Tyrše u sokolovny v Kyjově (1932)

- 1932 – socha Miroslava Tyrše v Kyjově
- 1932 – pamětní deska Josefa Mánese na zámku v Čechách pod Kosířem
- 1934–1939 – výzdoba modlitebny Husova sboru Církve Československé husitské na Vinohradech v Praze (plastiky Mojžíše, proroka Izaiáše, proroka Jeremiáše, Cyrila a Metoděje, Jana Husa, Jana Amose Komenského)
- 1935 – sochy Cyrila a Metoděje, určené pro kapli v Jeruzalémě
- portrét herce Rudolfa Deyla
- pomník předsedy vlády Antonína Švehly v Čelákovicích
- pomník T.G. Masaryka ve Velkých Karlovicích
- pomník malíře Rembrandta
- pomník J.A. Komenského
- portrét starosty města Kyjova JUDr. Karla Kozánka
- portrét malíře Jano Köhlera
- 1946 – obraz Jaro na Kyjovsku v nemocnici v Kyjově